# یوری ولاسوف (وزنه‌بردار)
یوری ولاسوف (روسی: Юрий Петрович Власов؛ زادهٔ ۵ دسامبر ۱۹۳۵ – درگذشته ۱۳ فوریهٔ ۲۰۲۱) وزنه‌بردار اهل اتحاد جماهیر شوروی سوسیالیستی بود.
وی همچنین برندهٔ جوایزی همچون نشان لنین شده بود.
وی در مسابقات کشوری و بین‌المللی در مجموع برندهٔ ۱۱ مدال طلا، ۲ مدال نقره شد.
ولاسوف در ۱۳ فوریه ۲۰۲۱ در مسکو درگذشت.